# Sophie Hitchon
Sophie Hitchon (* 11. Juli 1991 in Burnley) ist eine britische Hammerwerferin.

## Sportliche Laufbahn
2009 gewann sie Bronze bei den Junioreneuropameisterschaften in Novi Sad, und 2010 siegte sie bei den Juniorenweltmeisterschaften in Moncton. 2011 holte sie Bronze bei den U23-Europameisterschaften in Ostrava und schied bei den Weltmeisterschaften in Daegu in der Qualifikation aus.
Im Jahr darauf wurde sie Zehnte bei den Europameisterschaften 2012 in Helsinki und Achte bei den Olympischen Spielen in London, wobei sie aufgrund diverser Dopingvergehen nachträglich vier Plätze nach vorne klassifiziert wurde. 2013 folgte einem Sieg bei den U23-Europameisterschaften in Tampere ein weiteres Vorrundenaus bei den Weltmeisterschaften in Moskau. 2014 gewann sie für England startend Bronze bei den Commonwealth Games in Glasgow. Bei den Europameisterschaften in Zürich scheiterte sie in der Qualifikation.
Bei den Weltmeisterschaften 2015 in Peking wurde sie mit dem britischen Rekord von 73,86 m Vierte. 2016 belegte sie bei den Europameisterschaften in Amsterdam den vierten Platz. Des Weiteren gewann sie bei den Olympischen Spielen in Rio de Janeiro die Bronzemedaille, wobei sie ihren nationalen Rekord erneut verbesserte (74,54 m).
Bislang wurde sie viermal Britische Meisterin (2011, 2012, 2014, 2015).